# كيشا ليفرونكا
كيشا ليفرونكا (بالإندونيسية: Keisya Levronka)‏ هي مغنية وممثلة إندونيسية من مواليد 2 فبراير 2003.

## ألبوم
- ليفرونكا (2023)

## روابط خارجية
- كيشا ليفرونكا على موقع IMDb (الإنجليزية)
- كيشا ليفرونكا على موقع أول ميوزيك (الإنجليزية)